# Miomborußmeise
Die Miomborußmeise (Melaniparus griseiventris, Syn.: Parus griseiventris) ist eine Vogelart aus der Familie der Meisen (Paridae).
Die Art wurde als konspezifisch mit der Akazienrußmeise (Melaniparus cinerascens) angesehen.

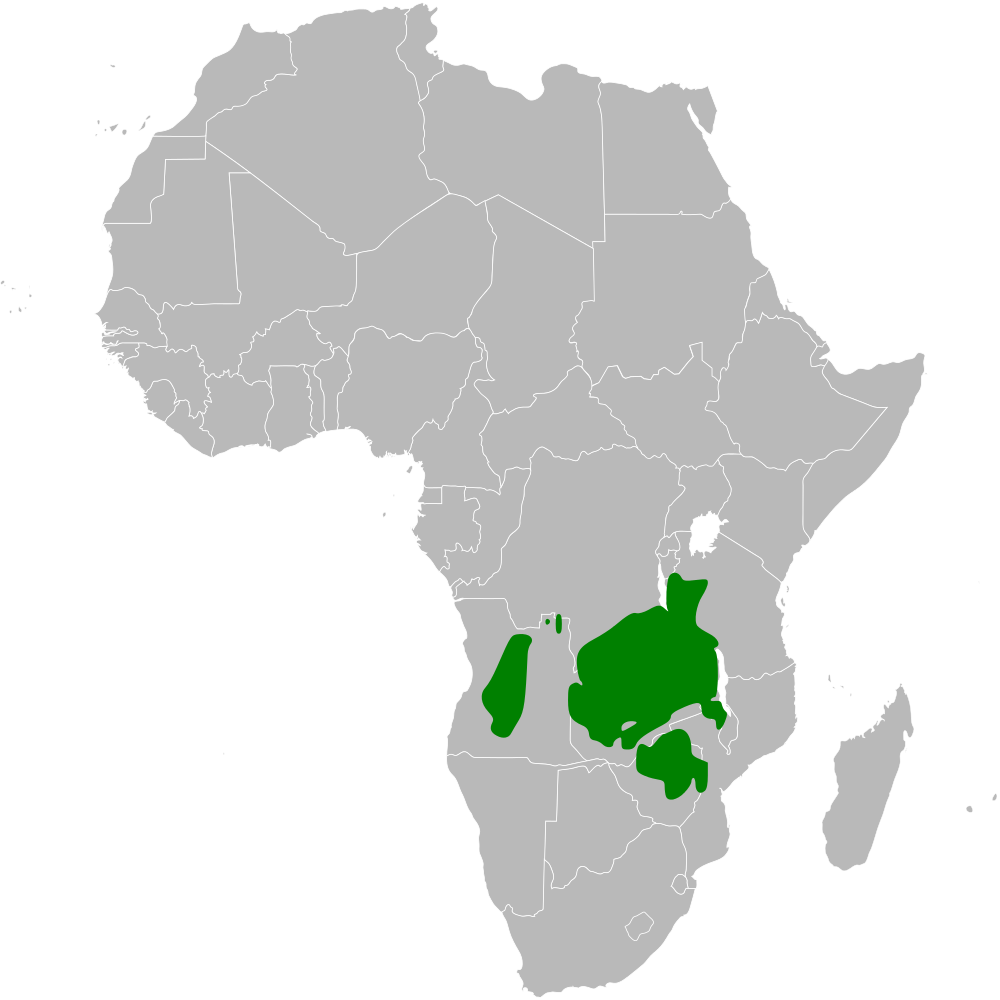
Ausbreitungsgebiet der Miomborußmeise

Der Vogel kommt im südlichen Afrika vor in Angola, in der Demokratischen Republik Kongo, in Malawi, Mosambik, Sambia, Simbabwe und Tansania.
Der Lebensraum beschränkt sich nahezu vollständig auf offenen Miombowald (nicht Akazien) und mit hohem Brachystegia, seltener auch mit Mavunda, Uapaca und Isoberlinia bewachsene Flächen in 500–1950 m Höhe.
Der Artzusatz kommt von lateinisch griseum ‚grau‘ und lateinisch venter, ventris ‚Bauch‘.
Diese Meise ist ein Standvogel.

## Merkmale
Die Art ist 11–15 cm groß und wiegt 14–20 g, eine große, schwarz und grau gefärbte Meise. Das Männchen ist an Stirn, Scheitel bis unter die Augen und im Nacken schwarz mit leichtem bläulichem Glanz im frischen Gefieder. Im Übergang Nacken zu Mantel findet sich meist ein kleiner grau-weißlicher Fleck, in Simbabwe und Nordmosambik typischerweise deutlicher. Die Oberseite ist grau, die längsten Oberschwanzdecken haben schwärzliche Spitzen, der Schwanz ist schwarz und hat bis auf die beiden innersten Federn blassgraue Spitzen, die äußeren tragen auch graue Ränder. Die Flügeldecken sind schwarz, die mittleren und größeren haben weiße Ränder und breite weiße Spitzen, die Flugfedern sind schwarz. Wangen, Ohrdecken und Nackenseiten sind weißlich bis gelbbraun. Kinn und Kehle sind tiefschwarz, das Schwarz reicht sich nach hinten verjüngend als schwarze Linie bis auf die Unterseite mittig. Manchmal finden sich auch weiße Federspitzen an Kehle, oberer Brust und in der schwarzen Fortsetzungslinie. Die Brust seitlich ist weißlich, die Flanken grau, die Unterschwanzdecken grau mit weißlichen Rändern. Die Flügelunterseite ist weißlich. Die Iris ist braun bis graubraun oder dunkelbraun, der Schnabel schwarz, die Beine grau bis schwarz. Weibchen haben weniger Glanz und sind insgesamt etwas matter gefärbt. Jungvögel sind blasser, die Flugfedern gelbbraun und nicht weiß berandet, an den Schwanzfedern fehlen die weißen Spitzen.
Gegenüber der sehr ähnlichen Somalirußmeise (Melaniparus thruppi) ist die Art größer und hat einen weißen Wangenfleck, der in das Blassgrau der Brustseiten übergeht und nicht schwarz umrahmt ist, sie ist auch blasser als die Akazienrußmeise (Melaniparus cinerascens), hat einen kleineren Schnabel, insgesamt grauer, die Flanken sind weiß, nicht leicht grau, und die Unterseite ist weißer. Von der Kaprußmeise (Melaniparus afer) unterscheidet sie sich durch blau-grauen und nicht bräunlich-grauen Rücken und blass blau-graue und nicht gelbbraune Flanken.
Die Art ist monotypisch.

## Stimme
Die Lautäußerungen bestehen meist aus einem Ruf „chitji“, eventuell zusammen mit einem lauten „chip“, oder einem „chrrr-chrrr-chrrr-chrrr“, dem gerne ein dünnes „si“, „sisi“, „tit“ oder „plit“ vorausgeht. Die Rufe ähneln sehr der Akazienrußmeise und der Kaprußmeise. Der Gesang enthält viele liebliche Töne, ist musikalischer als bei vielen anderen Meisen.

## Lebensweise
Die Nahrung besteht wohl aus kleinen Wirbellosen und Larven, die paarweise oder in kleinen Gruppen, gern auch in gemischten Jagdgemeinschaften – oft zusammen mit der Akazienrußmeise – gejagt werden. Dazu wird der Wipfelbereich und der Stamm sowie Hauptäste bevorzugt. Die Art kommt zusammen mit der Rostbauch-Rußmeise (Melaniparus rufiventris) vor.
Die Brutzeit liegt zwischen August und Dezember. Das Nest wird in einem Baumloch angelegt, gerne von Spechten oder Bartvögeln, auch in Wandlöchern, Pfosten oder Termitenhügeln, aber auch in Steilufern oder im Boden. Das Gelege besteht aus 3–5 Eiern. Mitunter kommt es zu Brutparasitismus durch den Kleinen Honiganzeiger (Indicator minor).

## Gefährdungssituation
Der Bestand gilt als „nicht gefährdet“ (Least Concern).